# Evacuarea Bucovinei de Sud

Bucovina divizată în iunie 1940

Bucovina de Sud-portocaliu închis

Evacuarea Bucovinei de Sud se referă la evacuarea populației civile din această regiune între martie și septembrie 1944.

## Desfășurare
În urma înfrângerilor suferite de Germania și aliații săi în luptele din anul 1943, a apărut pericolul ocupării României de trupele sovietice aflate în ofensivă pe toată lungimea frontului de est. În această situație, pentru a evita repetarea dramei evacuării din vara anului 1940, în toamna anului 1943 Ion Antonescu a ordonat elaborarea unui plan pentru eventuala evacuare a provinciilor românești aflate în pericol: Bucovina, Basarabia, Transnistria și Moldova. Cu organizarea, supravegherea, îndrumarea și coordonarea operațiunilor pentru evacuărilor necesare și pentru plasarea lor în interiorul țării a fost numit responsabil, la 10 noiembrie 1943, colonelul Gh. V. Mosiu. Documentele elaborate de Marele Stat Major, la sfârșitul lunii noiembrie 1943, ce făceau referire la evacuarea personalului, bunurilor instituțiilor și populației civile din Transnistria, Basarabia, Bucovina și Moldova au fost codificate sub denumirea de „Operațiunea 1111”. Pentru Basarabia și Transnistria au fost reunite sub titlul „Operațiunea 1111 A”, pentru Bucovina „Operațiunea 1111 B”, iar pentru Moldova „Operațiunea 1111 M”.
După operațiunea de evacuare a Transnistriei, Bucovinei și Basarabiei, la începutul lunii aprilie 1944 aproape întreaga Bucovină a fost reocupată de trupele sovietice. Astfel Comandamentul Armatei Sovietice în Operație a ordonat evacuarea populației civile din Bucovina până la râul Suceava. Astfel rămân neevacuate doar comunele Mitocu Dragomirnei, Pătrăuți, Ițcani, Dărmănești, Grănicești, Dornești, Șerbăuți, Calafindești, Bălcăuți, Mușenița, Sinăuții de Jos, Rogojești, Cândești-Bucovina și orașul Siret. De asemenea partea de munte a județului Câmpulung (comunele Iacobeni, Dorna Candrenilor, Poiana Stampei, Ciocănești și orașul Vatra Dornei) nu a fost evacuată. Satele Cârlibaba Nouă, Dornișoara și Coșna fuseseră ocupate de Ungaria, în urma Dictatului de la Viena.  De asemenea au mai fost evacuate și localități din Vechiul Regat (din județul Baia). Evacuații au fost repartizați în localitățile neocupate ale Bucovinei și în Vechiul Regat (județele Dorohoi și Botoșani).
Deși evacuarea propriu-zisă a început la 23 martie, o parte a populației a fost evacuată abia în preajma sărbătorilor de Paști (16 aprilie 1944). O mare parte a populației a fost luată prin surprindere și a refuzat evacuarea, însă Armata Sovietică i-a forțat pe cei rămași să plece. Toate bunurile populației au rămas pe loc, evacuații având permisiunea să ia strictul necesar (alimente, obiecte de igienă personală și îmbrăcăminte pentru o perioadă nedeterminată). După zile de mers în convoi, populația evacuată s-a stabilit în comunele destinate; acolo li s-au rechiziționat cai, vite, cornute, oi, căruțe ș.a. În județul Dorohoi, cei evacuați au muncit la săpatul tranșeelor pentru Armata Roșie. În acest context, prefectura județului Dorohoi cerea lucrători din partea preturilor, iar acestea la rândul lor cereau comunelor mână de lucru bărbătească pentru îndeplinirea lucrărilor. Cea mai mare parte din evacuați au lucrat la muncile agricole. Aceștia au fost plătiți parte cu bani, parte cu pâine. În cazul celor care au lucrat pentru Armata Roșie, mai exact la muncile agricole, aceștia nu au fost plătiți pentru munca prestată, ci li s-a îngăduit să ia un anumit procent din recoltă. Au existat cazuri în care pretura a obținut anumite gratuități pentru populație. Astfel, pretura plășii Putna „a mijlocit” ca evacuații să primească: pășuni pentru vite; lemne de foc din  pădurile statului și din cele rămase Casei Școlilor; sare cu preț redus de 50 lei/kg; bolnavii se puteau trata în spitalele din județul Dorohoi. De asemenea, pretura a distribuit comunelor suma de 550.000 lei/zonă primită drept subvenție de la prefectura județului Rădăuți. Evacuații au locuit în adăposturi improvizate, bordeie săpate în malul râurilor, în corturi la marginea satelor, o mică parte fiind adăpostiți de locuitorii din zonă.
Prefecturile au adus la cunoștință populației, la 17 septembrie 1944, că în conformitate cu ordonanțele în vigoare toți cei evacuați în luna martie se puteau întoarce, alături de autoritățile lor în orașele și comunele de unde veniseră. Odată ajunși acolo trebuiau să se  prezinte în termen de 24 de ore la biroul Siguranței de pe lângă primărie pentru a-și aviza actele de identitate.

## Consecințe
În momentul reîntoarcerii populației civile acasă, în toamna anului 1944, situația economică a provinciei devenise dramatică. Toate locuințele fuseseră vandalizate, o bună parte din gospodării fiind arse. Lipsa porumbului și a grâului a făcut ca oamenii să fie amenințați cu foamea. Absența cerealelor s-a datorat rechiziționărilor făcute în cantități mari de autoritățile militare sovietice. Primăria orașului Suceava informa la 14 septembrie 1944 că zilnic s-au colectat vite, păsări și diferite alimente pentru aprovizionarea Armatei Roșii și a spitalelor de companie. Lipsa medicilor, a agenților sanitari, a medicamentelor și legăturile întrerupte cu restul țării au dus la apariția epidemiilor de tifos. Situația era dezastruoasă; Revista Bucovinei relata despre situația din sudul Bucovinei după ocupația militară sovietică, următoarele: „Sate întregi stau părăsite, ogoare nelucrate, case arse până în temelie, oameni bejenari pe pustii locuri. Fără mijloace proprii de transport și tăiată de orice legătură de poștă și cale ferată de restul țării, Bucovina de Sud, este prada foametei și a epidemiilor”.
Majoritatea școlilor erau ocupate de trupe sovietice, iar mobilierul și materialul didactic era în parte distrus. O parte din biserici și-au reluat activitatea. Mitropolia Bucovinei a fost desființată, deoarece sediul Arhiepiscopiei Cernăuților a rămas în URSS. Astfel zona rămasă a format împreună cu Maramureșul, Arhiepiscopia Sucevei și Maramureșului subordonată Mitropoliei Moldovei.
Anul 1945 a fost o continuare a evenimentelor din 1944, pământul neputând fi lucrat din cauza lipsei semințelor și epidemiilor ce secerau viețile omenești. Mortalitatea a atins apogeul în primăvara anului 1945, când o parte din cei decedați erau îngropați fără oficierea ceremoniei religioase din cauza numărului mare al morților și a lipsei preoților (o parte din aceștia suferind și ei de tifos). Natalitatea era foarte scăzută, căsătoriile se încheiau foarte rar, ceea ce a dus la un spor natural negativ. Documentele vremii, împreună cu mărturiile persoanelor ce au trăit evenimentele acelor vremuri, redau imaginea dezolantă a unei provincii marcată de evacuare și război.